# Чемпіонат УРСР з легкої атлетики 1976
Чемпіонат УРСР з легкої атлетики 1976 серед дорослих був проведений у Дніпропетровську.
Цього року чемпіонат республіки пройшов у два етапи. У липні в Полтаві, Кіровограді та Вінниці відбулися зональні змагання, а 10-12 вересня в Дніпропетровську відбувся фінал.
На зональних змаганнях у Вінниці одесит Анатолій Жеребцов встановив новий рекорд УРСР з метання списа — 88,14.
Республіканські чемпіонати з інших дисциплін легкої атлетики були проведені окремо.

## Призери основного чемпіонату

### Чоловіки
| Дисципліни                | Золото                                | Золото    | Срібло                                | Срібло    | Бронза                                 | Бронза    |
| ------------------------- | ------------------------------------- | --------- | ------------------------------------- | --------- | -------------------------------------- | --------- |
| 100 метрів                | Володимир Ігнатенко Чернігівська обл. | 10,6      | Віталій Цехович Київ                  | 10,7      | Володимир Карпов Дніпропетровська обл. | 10,8      |
| 200 метрів                | Віктор Бураков Донецька обл.          | 21,3      | Ігор Калінін Харківська обл.          | 21,4      | Микола Явтушенко Вінницька обл.        | 21,4      |
| 400 метрів                | Володимир Білоконь Київ               | 48,0      | Анатолій Караулов Донецька обл.       | 48,7      | Павло Рощин Одеська обл.               | 48,7      |
| 800 метрів                | Юрій Худяков Київ                     | 1.50,3    | Олександр Лисенко Київ                | 1.50,5    | М. Шаповалов Харківська обл.           | 1.50,6    |
| 1500 метрів               | Анатолій Недибалюк Вінницька обл.     | 3.46,4    | В. Лопатюк Одеська обл.               | 3.46,5    | А. Болдирєв Харківська обл.            | 3.46,6    |
| 5000 метрів               | Анатолій Недибалюк Вінницька обл.     | 14.16,0   | Василь Котенко Ворошиловградська обл. | 14.18,0   | М. Жорняк Київ                         | 14.33,0   |
| 10000 метрів              |                                       |           |                                       |           |                                        |           |
| 110 метрів з бар'єрами    | В'ячеслав Найденко Київ               | 14,3      | Сергій Оринянський Київ               | 14,4      | В. Лимар Харківська обл.               | 14,5      |
| 400 метрів з бар'єрами    | Валерій Машковський Київ              | 50,7      | Віктор Рогозянський Харківська обл.   | 52,0      | В. Калина Дніпропетровська обл.        | 52,2      |
| 3000 метрів з перешкодами | Леонід Савельєв Закарпатська обл.     | 8.54,2    | Сергій Олізаренко Одеська обл.        | 8.56,0    | Юрій Мрачковський Черкаська обл.       | 8.58,4    |
| 4×100 метрів              |                                       |           |                                       |           |                                        |           |
| 4×400 метрів              |                                       |           |                                       |           |                                        |           |
| Ходьба 20000 метрів       | Анатолій Соломін Київ                 | 1:28.03,6 | Віктор Голов Харківська обл.          | 1:30.12,0 | Леонід Вільгота Львівська обл.         | 1:30.58,2 |
| Стрибки у висоту          | Володимир Журавльов Київ              | 2,18      | Рустам Ахметов Житомирська обл.       | 2,12      | Євген Бухман Київ                      | 2,12      |
| Стрибки з жердиною        | Євген Тананика Харківська обл.        | 5,20      | Петро Козубей Харківська обл.         | 5,20      | Микола Козлов Донецька обл.            | 5,10      |
| Стрибки в довжину         | Володимир Тимофєєв Харківська обл.    | 7,48      | Василь Подгурський Вінницька обл.     | 7,23      | Василь Галіней Львівська обл.          | 7,20      |
| Потрійний стрибок         | Геннадій Цвєтков Київ                 | 16,13     | Ігор Ковтун Львівська обл.            | 16,12     | Леонід Прокопчук Київ                  | 16,04     |
| Штовхання ядра            | Анатолій Ярош Ворошиловград           | 19,09     | Леонід Смелаш Київ                    | 18,63     | Георгій Бронштейн Харківська обл.      | 17,95     |
| Метання диска             | Євген Михайлюк Запорізька обл.        | 57,70     | Олександр Трегубов Харківська обл.    | 57,04     | Віктор Журба Ворошиловградська обл.    | 56,68     |
| Метання молота            | Валерій Валентюк Харківська обл.      | 71,98     | Федір Палєхін Ворошиловградська обл.  | 71,64     | Анатолій Прокопенко Одеська обл.       | 71,14     |
| Метання списа             | Анатолій Жеребцов Одеська обл.        | 81,42     | Олексій Чупилко Харківська обл.       | 80,50     | Іван Скрипниченко Харківська обл.      | 79,12     |
| Десятиборство             | Олег Руєв Дніпропетровська обл.       | 7493      | Андрій Квітченко Київ                 | 7291      | Володимир Васильєв Сумська обл.        | 7266      |

### Жінки
| Дисципліни             | Золото                                    | Золото | Срібло                                   | Срібло | Бронза                                  | Бронза |
| ---------------------- | ----------------------------------------- | ------ | ---------------------------------------- | ------ | --------------------------------------- | ------ |
| 100 метрів             | Тетяна Пророченко Запорізька обл.         | 11,7   | О. Калиніна Ворошиловградська обл.       | 11,9   | Ольга Сіренко Черкаська обл.            | 12,0   |
| 200 метрів             | Ніна Зюськова Донецька обл.               | 23,9   | Тетяна Скачко Ворошиловградська обл.     | 24,3   | І. Моросова Донецька обл.               | 24,5   |
| 400 метрів             | Галина Янченко Донецька обл.              | 56,0   | Л. Заречанська Київ                      | 56,8   | О. Харчук Дніпропетровська обл.         | 57,5   |
| 800 метрів             | Тетяна Єлізарова Харківська обл.          | 2.07,8 | Наталія Липова Запорізька обл.           | 2.08,2 | Н. Дорошенко Київ                       | 2.08,3 |
| 1500 метрів            | Раїса Катюкова Київська обл.              | 4.23,2 | Ганна Криніна Хмельницька обл.           | 4.27,0 | Н. Степаненко Київ                      | 4.30,8 |
| 3000 метрів            | Раїса Катюкова Київська обл.              | 8.49,8 | Любов Смолка Київ                        | 9.33,2 | Валентина Фарфіуліна Київ               | 9.35,2 |
| 100 метрів з бар'єрами | Алла Скиценко Львівська обл.              | 13,7   | Олена Колесник Житомирська обл.          | 14,0   | І. Светоносова Дніпропетровська обл.    | 14,4   |
| 400 метрів з бар'єрами | Людмила Поппе Київ                        | 58,2   | О. Примакова Чернігівська обл.           | 1.04,6 | Тетяна Василенко Ворошиловградська обл. | 1.05,5 |
| 4×100 метрів           |                                           |        |                                          |        |                                         |        |
| 4×400 метрів           |                                           |        |                                          |        |                                         |        |
| Стрибки у висоту       | Світлана Орлова Ворошиловградська обл.    | 1,75   | Г. Лихолет Харківська обл.               | 1,75   | Ніна Сербіна Житомирська обл.           | 1,70   |
| Стрибки в довжину      | Тетяна Скачко Ворошиловградська обл.      | 6,43   | Людмила Іванова Ворошиловградська обл.   | 6,38   | А. Котова Харківська обл.               | 6,04   |
| Штовхання ядра         | Віра Цапкаленко Одеська обл.              | 18,38  | Нуну Абашидзе Одеська обл.               | 18,11  | Людмила Машарова Ворошиловградська обл. | 17,30  |
| Метання диска          | Валентина Однорог Київ                    | 57,54  | Надія Мартинчук Ворошиловградська обл.   | 57,48  | Віра Цапкаленко Одеська обл.            | 56,20  |
| Метання списа          | Валентина Литвинова Харків                | 51,00  | Любов Хусаїнова Харківська обл.          | 48,88  | Валентина Еверт Харківська обл.         | 48,54  |
| П'ятиборство           | Наталія Прокопченко Дніпропетровська обл. | 4445   | Катерина Гордієнко Дніпропетровська обл. | 4336   | Т. Курбатова Донецька обл.              | 4104   |

## Інші чемпіонати
- Чемпіонат УРСР з кросу був проведений 21 березня у Черкасах. Близько 300 кросменів виборювали призи й медалі на чотирьох дистанціях. У командному заліку перемогли київські кросмени.
- Чемпіонат УРСР з марафонського бігу та шосейної спортивної ходьби на 50 кілометрів серед чоловіків був проведений в Ужгороді на трасі, прокладеній Чопським шосе, зі стартом та фінішем на стадіоні «Авангард». Спортивні ходоки змагались 15 жовтня, а марафонці — 17 жовтня.

### Чоловіки
| Дисципліни           | Золото                            | Золото    | Срібло               | Срібло    | Бронза                     | Бронза    |
| -------------------- | --------------------------------- | --------- | -------------------- | --------- | -------------------------- | --------- |
| Крос 8 км            |                                   |           |                      |           |                            |           |
| Крос 14 км           | Євген Слюсарєв Київ               | 44.58,0   |                      |           |                            |           |
| Марафон              | Анатолій Стрілець Запорізька обл. | 2:17.20,8 | Валерій Соловей Київ | 2:18.07,0 | Юрій Полубок Київська обл. | 2:19.13,0 |
| Ходьба 50 кілометрів | Юрій Андрющенко Київ              | 4:11.06,0 |                      |           |                            |           |

### Жінки
| Дисципліни | Золото                | Золото  | Срібло | Срібло | Бронза | Бронза |
| ---------- | --------------------- | ------- | ------ | ------ | ------ | ------ |
| Крос 2 км  |                       |         |        |        |        |        |
| Крос 3 км  | Тамара Пангелова Київ | 10.21,4 |        |        |        |        |